# Paraguascia pigmentata
Paraguascia pigmentata är en kräftdjursart som beskrevs av Schultz1995. Paraguascia pigmentata ingår i släktet Paraguascia och familjen Philosciidae. Inga underarter finns listade i Catalogue of Life.